# Lilla Svarttjärnen, Värmland
Lilla Svarttjärnen är en sjö i Karlskoga kommun i Värmland och ingår i Göta älvs huvudavrinningsområde. Sjön är 8 meter djup, har en yta på 0,008 kvadratkilometer och är belägen 207 meter över havet.